# Имору, Эммануэль
Эммануэ́ль Имору́ (фр. Emmanuel Imorou; 16 сентября 1988, Бурж, Франция) — бенинский футболист, защитник сборной Бенина.

## Карьера

### Клубная
Эммануэль Имору — воспитанник клуба «Бурж».
В 2005 году оказался во второй команде «Шатору». 16 мая 2008 года дебютировал в основном составе клуба в матче Лиги 2 против «Клермона».
Летом 2009 года защитник был отдан в аренду в клуб Лиги Насьональ «Геньон». Впервые сыграл за новую команду в матче Кубка лиги с «Труа», сыгранном 25 июля 2009 года. 9 октября 2009 года Имору забил первый гол за «Геньон» (в матче против «Родеза»).
По окончании сезона 2010/11 защитник покинул «Шатору» и стал игроком португальского клуба «Брага». Впервые сыграл в чемпионате Португалии 13 августа 2011 года в матче против «Риу Аве». Всего Эммануэль Имору провёл за «Брагу» 5 матчей, 1 из которых — в кубке Португалии и 1 — в Лиге Европы.
Летом 2012 года бенинский защитник вернулся во Францию — в клуб Лиги 2 «Клермон». Первый матч за новую команду (на выезде против «Ньора») сыграл 27 июля 2012 года. 24 июня 2014 года он присоединился к недавно продвинутой команде Лиги 1 «Кан». 22 сентября 2019 года Имору подписал контракт с французским клубом «Эвиан».

### В сборной
Эммануэль Имору с 2010 года выступает за сборную Бенина. В составе сборной участвовал в Кубке африканских наций 2010. На турнире защитник сыграл в 2 матчах группового этапа (с Мозамбиком и Нигерией).
После Кубка африканских наций его регулярно вызывали для участия в отборочных играх и международных товарищеских матчах. Он играл на Кубке африканских наций 2019 года, где Бенин вышел в четвертьфинал. На турнире защитник сыграл в 4 матчах (с Ганой, Гвинеей-Бисау, Марокко и Сенегалом).

## Статистика
| Клуб               | Сезон   | Национальный чемпионат | Национальный чемпионат | Национальный чемпионат | Национальные кубки | Национальные кубки | Континентальные кубки | Континентальные кубки | Всего | Всего |
| Клуб               | Сезон   | Лига                   | Игры                   | Голы                   | Игры               | Голы               | Игры                  | Голы                  | Игры  | Голы  |
| ------------------ | ------- | ---------------------- | ---------------------- | ---------------------- | ------------------ | ------------------ | --------------------- | --------------------- | ----- | ----- |
| Шатору             | 2007/08 | Лига 2                 | 1                      | 0                      | 0                  | 0                  | 0                     | 0                     | 1     | 0     |
| Шатору             | 2008/09 | Лига 2                 | 7                      | 0                      | 1                  | 0                  | 0                     | 0                     | 8     | 0     |
| Шатору             | 2010/11 | Лига 2                 | 28                     | 0                      | 1                  | 0                  | 0                     | 0                     | 29    | 0     |
| Всего за «Шатору»  |         |                        | 36                     | 0                      | 2                  | 0                  | 0                     | 0                     | 38    | 0     |
| Геньон             | 2009/10 | Насьональ              | 22                     | 1                      | 1                  | 0                  | 0                     | 0                     | 23    | 1     |
| Всего за «Геньон»  |         |                        | 22                     | 1                      | 1                  | 0                  | 0                     | 0                     | 23    | 1     |
| Брага              | 2011/12 | Чемпионат Португалии   | 3                      | 0                      | 1                  | 0                  | 1                     | 0                     | 5     | 0     |
| Всего за «Брагу»   |         |                        | 3                      | 0                      | 1                  | 0                  | 1                     | 0                     | 5     | 0     |
| Клермон            | 2012/13 | Лига 2                 | 12                     | 0                      | 1                  | 0                  | 0                     | 0                     | 13    | 0     |
| Всего за «Клермон» |         |                        | 12                     | 0                      | 1                  | 0                  | 0                     | 0                     | 13    | 0     |
| Всего              |         |                        | 73                     | 1                      | 5                  | 0                  | 1                     | 0                     | 79    | 1     |